# Liste d'idoles japonaises
Ceci est une liste d'«  idoles japonaises  », (ex-) jeunes célébrités du monde du show-buziness, le plus souvent chanteurs (solo ou groupes) et/ou acteurs.
- Haut – A
- B
- C
- D
- E
- F
- G
- H
- I
- J
- K
- L
- M
- N
- O
- P
- Q
- R
- S
- T
- U
- V
- W
- X
- Y
- Z

## A
- AA
- Aa! (groupe)
- Abe Natsumi
- Akagumi 4
- AKB48 (groupe)
- Aqours
- Angerme (groupe)
- Ange☆Reve (groupe)
- Aragaki Yui
- Arashi (groupe)
- Aoiro 7 (groupe)

## B
- B2ST
- Band Ja Naimon! (groupe)
- BeForU (groupe)
- Berryz Kōbō (groupe)
- BiS (Brand-new Idol Society) (groupe)
- Biyūden
- BoA
- Bonnie Pink (post-idole)
- Buono! (groupe)

## C
- °C-ute (groupe)
- Candies (groupe)
- CoCo (groupe)
- Coconuts Musume (groupe)
- Cat's Eye (duo)
- Country Musume (groupe)
- ChocoLe (groupe)
- Chimo (groupe)
- Cheeky Parade (groupe)
- Caramel Ribbon (groupe)

## D
- Dancing Dolls (groupe)
- DEF. DIVA (groupe)
- Dempagumi.inc (groupe)
- Doll☆Elements (groupe)
- Dream5 (groupe)
- Durbrow Alisa

## E
- Elegies (groupe)
- especia (groupe)

## F
- Fujimoto Miki
- Fukumura Mizuki
- Fukuda Asuka
- Fukuda Kanon
- Frances & Aiko (groupe)
- Fairies (groupe)
- Four Leaves (groupe)
- FruitPochette (groupe)

## G
- Gotō Maki
- Gackt Camui
- Guardians 4 (groupe)
- Gyaruru (groupe)
- GAM (duo)

## H
- Hikaru GENJI (groupe)
- Hagiwara Mai
- Hama Chisaki
- Hamasaki Ayumi
- Hashimoto Kanna
- Hello! Project
- Hello! Project Eggs
- Hello! Project All Stars
- Hello! Project Kids
- Hey! Say! JUMP (groupe)
- High-King (groupe)
- Hiiragi Rio
- HKT48 (groupe)
- Himesaki Ami (amihime)
- Hinoi Team (groupe)
- hiro
- Hirosue Ryoko
- Hōkago Princess (groupe)
- Horikita Maki
- hy4 4yh (groupe)

## I
- Idoling!!! (groupe)
- Ikuta Erina
- Ishida Ayumi
- Izukoneko
- i☆Ris (groupe)
- Idol Renaissance (groupe)

## J
- Johnny's WEST (groupe)
- Junjun

## K
- Kudō Shizuka
- KAT-TUN (groupe)
- Kitagawa Keiko
- Kira☆Pika (duo)
- Kimura Takuya
- Komatsu Ayaka
- Kuriyama Chiaki
- Kusumi Koharu
- Kudō Haruka
- Kosuga Fuyuka
- Katsuta Rina
- Kago Ai
- Kamei Eri
- Konno Asami
- Kikkawa You
- Kumai Yurina
- Kiiro 5 (groupe)
- Keyakizaka46

## L
- LinQ (groupe)
- The Lilies (groupe)
- Linlin
- Lilpri (groupe)
- Luce Twinkle Wink (groupe)
- lyrical school (groupe)

## M
- Matsuda Seiko
- Matsuura Aya
- Murakami Megumi
- Morning Musume (groupe)
- Momoiro Clover Z (groupe)
- Mitsui Aika
- Maeda Yuuka
- Maeda Atsuko
- Michishige Sayumi
- Hello! Project Mobekimasu (groupe)
- Mano Erina
- Melon Kinenbi (groupe)
- Morning Musume Sakura Gumi (groupe)
- Morning Musume Otome Gumi (groupe)
- Morning Musume Tanjō 10 Nen Kinentai (groupe)
- 3nin Matsuri (groupe)
- 7nin Matsuri (groupe)
- 10nin Matsuri (groupe)
- MIKA☆RIKA (groupe)
- Mutō Ayami
- Manaminorisa (groupe)

## N
- Nakai Masahiro
- Nakamori Akina
- Nakagawa Shoko
- Nakajima Saki
- Nakama Yukie
- Nakamoto Himeka
- Nakamoto Suzuka
- Nakayama Miho
- nanoCUNE / nanoRider (groupe)
- NEWS (groupe)
- Negicco (groupe)
- NGT48 (groupe)
- NiziU (groupe)
- Nishida Hikaru
- Nakanishi Kana
- Nakazawa Yuko
- Natsuyaki Miyabi
- Niigaki Risa
- NMB48 (groupe)
- No3b (groupe)
- Nochiura Natsumi (groupe)
- Nogizaka46 (groupe)
- Notsu Yunano

## O
- Ogura Yui
- Ogura Yuko
- Okada Yukiko
- Okai Chisato
- Onyanko Club (groupe)
- Ono Erena
- One Little Kiss (groupe)
- Ogawa Makoto
- Ogawa Saki
- Odoru 11
- Oshima Yuko

## P
- Palet (groupe)
- Pastel Wind (groupe)
- PASSPO☆ (groupe)
- Petitmoni V (groupe)
- Pink Lady (duo)
- Pucchi Moni (groupe)
- Puripuri Pink (groupe)
- Pla2me (groupe)

## R
- Ribbon (groupe)
- ROMANS (groupe)
- Rhymeberry (groupe)
- Rev. from DVL (groupe)

## S
- Sashiiara Rino
- Sengoku Minami
- Saho Akari
- Sakai Noriko
- Sakamoto Maaya
- Salt 5 (groupe)
- Satō Masaki
- Satō Hinata
- Shirai Saki
- Sawai Miyu
- Sawajiri Erika
- Sayaka Kanda
- Sayashi Riho
- Seungri
- Sexy 8 (groupe)
- Sexy Otonajan (groupe)
- Sheki-Dol
- Shimizu Saki
- Shin Minimoni (groupe)
- Shugo Chara Egg! (groupe)
- SI☆NA (groupe)
- SMAP (groupe)
- S/mileage (groupe)
- Sudō Maasa
- Sugaya Risako
- Suzuki Airi
- Suzuki Kanon
- Suzuki Ranran
- Sakura Gakuin (groupe)
- Sunmyu (groupe)
- SKE48 (groupe)
- Shizukaze & Kizuna (groupe)
- sleepiece (groupe)

## T
- The Peanuts (duo)
- Takahashi Ai
- Takahashi Minami
- Takeuchi Akari
- Tamura Meimi
- Tanaka Reina
- Tanpopo (groupe)
- Taiyo to Ciscomoon / T&C Bomber (groupe)
- The POSSIBLE (groupe)
- Toda Erika
- TOKIMEKI Runners
- Tokunaga Chinami
- Triangle (groupe)
- Tsugunaga Momoko
- Tsuji Nozomi
- Tsukishima Kirari starring Koharu Kusumi
- Takoyaki Rainbow (groupe)
- Team Syachihoko (groupe)

## U
- Uehara Takako
- Ueto Aya
- Umeda Erika
- µ's
- Ushida Yuki
- Utada Hikaru

## V
- v-u-den (groupe)
- Vanilla Beans (duo)

## W
- W (Double You) (duo)
- Wada Ayaka
- wink (duo)

## Y
- Yajima Maimi
- Yamada Yū
- Yaguchi Mari
- Yamaguchi Momoe
- Yamapi
- Yasuda Kei
- Yoshizawa Hitomi
- You'll Melt More! (Yurumerumo!) (groupe)
- YuiKaori (duo)
- Yumemiru Adolescence

## Z
- ZONE (groupe)
- ZYX (groupe)